# René Sénezergues
René Sénezergues, né le 29 juin 1947 à Decazeville, est un joueur de pétanque français. 

## Clubs
- ?-? : Pétanque Trépalou Decazeville (Aveyron)

## Palmarès[1],[2]

### Séniors

#### Championnats du Monde
Finaliste
- Triplette 1973 (avec Jean-Claude Catusse et Christian Lafon) :  Équipe de France

#### Championnats de France
Champion de France
- Triplette 1972 (avec Jean-Claude Catusse et Christian Lafon) : Pétanque Trépalou Decazeville